# Dario Barbosa
Dario Barbosa (Porto Alegre, 21 de julho de 1882 – 25 de setembro de 1965) foi um atirador esportivo brasileiro.
Representou o país nos Jogos Olímpicos de Verão de 1920, em Antuérpia, na Bélgica, e conquistou uma medalha de bronze na disputa de pistola livre de 50 m por equipe.